# قلعة شمع
قلعة شمع هي قلعة صليبية توجد في بلدة شمع في قضاء صور في جبل عامل (جنوب لبنان). بنيت القلعة عام 1116 م من قبل الصليبيين. وتقع على سلسلة من الجبال تنتهي برأس الأبيض في أقصى الجنوب وتشرف على مدينة صور وسهولها. بنيت القلعة من حجارة صخرية قديمة؛ وسيّجت بأسوار داخلية توازي الأسوار الخارجية؛ وفي الفناء الشرقي المتساوق شكله تساوقاً جميلاً، بعض أبواب من الرخام الأبيض والأسود ذات أناقة فائقة. وفي أحد أطراف الحصن نافذة بقنطرتين «قمندلون» لطيفة ذات قبتين قوطيتين تدلان على هندسة عربية.
ويروى عن المعمرين أن بوابة عكا الشهيرة بصمودها أيام أحمد باشا الجزار أخذت من قلعة شمع.
أما الأسوار التي تهدم قسم من أعاليها، فقد توارى عنها كل ما كان على الحصن الخارجي من شرفات الرماية؛ فيها آبار وأقبية لجمع المياه. وهي أحد الحصون التي كانت تحمي الممالك المسيحية في صور وعكّا وطبريا، حتى وادي الأردن وبانياس.
وقد ذكرت في كتاب «جبل عامل تحت الاحتلال الصليبي» للشيخ جعفر المهاجر على أنها حصن و«اسمه من الآرامية كما يبدو. موقعه في جنوب جبل عامل، غير بعيد عن الساحل، مقابل رأس البياضة. يشرف على صور وسهلها من علوّ 420 متراً. ويمتاز بفخامة بنائه وجمال هندسته.»
أيضاً ذكرت في كتاب «خطط جبل عامل» للسيد محسن الأمين «قلعة كبيرة بناها الحكام من آل علي الصغير سنة 1163 م؛ وهي الآن خراب». ويورد حسن الأمين في كتاب «جبل عامل السيف والقلم» أنّ القلعة استعادت مجدها في عهد الصعبيين (نحو 1157 هجرياً) من خلال الشيخ علي والشيخ حيدر ابني أحمد بن حيدر بن فارس، حفيدي الملك الأفضل نور الدين الأيوبي الذي أقام في دير عجلون، شرقي كفررمان. وأن سليم باشا هدمها مع قلاع هونين وتبنين ويارون وميس وصربا وجباع سنة 1781 م في أثناء اجتياح قوات الجزار جبل عامل؛ في أعقاب مقتل الشيخ العاملي ناصيف النصّار.
الظاهر من القلعة (2004 م) طبقتان: علوية يقسمها جدار مرتفع نحو عشرة أمتار يطل على البحر، من الغرب، وتحته بهو مدمّر يفضي عند زاويته الشمالية الغربية، من خلال فجوة حديثة في الجدار، إلى قبو كبير، ما زال قائماً من الداخل، طوله أكثر من عشرين متراً من الغرب نحو الشرق؛ وعرضه نحو أربعة أمتار، بارتفاع ثلاثة أمتار، في جداره الشمالي نوافذ للإنارة والرماية؛ ويتصل من مدخله الشرقي الأساسي، بقبو آخر، من الشمال نحو الجنوب، من خلال عقود كانت تفصل بينهما بغرفة مستقلة تهدمت جدرانها.
وقد دمرت قلعة شمع خلال حرب تموز على يد جيش الاحتلال الإسرائيلي عام 2006 ونحوّلت إلى ركام.
ويوجد بالقرب من القلعة مقام ل«شمعون الصفا» الذي استمد اسم بلدة شمع منه بتخفيف اسم صاحب المقام الشهير.